# USS Long Island (CVE-1)
Pour les articles homonymes, voir USS Long Island.
L’USS Long Island est un porte-avions d'escorte en service dans la marine américaine durant la Seconde Guerre mondiale. Navire de tête de sa classe, il participe activement au rapatriement des soldats américains après la guerre, durant l'opération Magic Carpet.

## Conception
La construction commence le 7 juillet 1939 en tant que cargo de type C-3, sous le nom de Mormacmail, par la Sun Shipbuilding & Drydock Co. en vertu d'un contrat avec la Commission maritime. Il est lancé le 11 janvier 1940, parrainé par Mme Dian B. Holt. Il est acquis par l'US Navy le 6 mars 1941 et entre en service le 2 juin 1941 sous le nom de Long Island (AVG-1), sous les ordres du commandant Donald B. Duncan .